# Carria fortipes
Carria fortipes là một loài tò vò trong họ Ichneumonidae.